# Blhovce
Blhovce este o comună slovacă, aflată în districtul Rimavská Sobota din regiunea Banská Bystrica, pe malul râului Gortva⁠(d). Localitatea se află la altitudinea de 205 m deasupra n.m., se întinde pe o suprafață de 18,74 km2 și în 2017 număra 797 de locuitori.

## Istoric
Localitatea Blhovce este atestată documentar din 1240.

## Demografie
| An:                | 1994 | 2004   | 2014   | 2024   |
| ------------------ | ---- | ------ | ------ | ------ |
| Număr de persoane: | 785  | 816    | 798    | 781    |
| Diferență:         |      | +3,94% | −2,20% | −2,13% |

| An:                | 2023 | 2024   |
| ------------------ | ---- | ------ |
| Număr de persoane: | 783  | 781    |
| Diferență:         |      | −0,25% |